# Гранатовий будиночок
«Гранатовий будиночок» (англ. A House of Pomegranates) — збірка казок ірландського письменника Оскара Вайлда. Вперше видана в 1891 році як продовження до збірки «Щасливий принц та інші казки». За словами самого Вайлда, ця збірка задумувалася «не для британської дитини, ані для британської публіки».
До збірки ввійшли такі казки:
- «Юний король» (англ. The Young King)
- «День народження Інфанти» (англ. The Birthday of the Infanta)
- «Рибалка і його Душа» (англ. The Fisherman and his Soul)
- «Хлопчик-зірка» (англ. The Star-Child)

## Юний Король
Це патетична казка про соціальну нерівність. Юний Король — дитина від таємного шлюбу принцеси і простого юнака музиканта. Старий король наказав відібрати немовля у матері й віддати на виховання до хижі пастухів, а її чоловіка — вбити. Принцеса померла з горя, а юний Король виріс серед простих людей, не підозрюючи про своє королівське походження. Перед смертю старий король покаявся, повернув хлопця до палацу, визнав його своїм спадкоємцем. На юного Короля чекала урочиста церемонія коронації. Він у захваті від пишноти свого нового будинку і з нетерпінням чекає нову корону, скіпетр і одіж, які незабаром отримає.
Вночі йому наснилися три сни — три кошмари про кожен з елементів його урочистого вбрання. Йому сняться ткачі, котрі тчуть золотими нитками шати для його коронації, нирці за перлами, які шукають перли для його скіпетра, і люди, що проводять розкопки в отруйних джунглях у пошуках рубінів для його корони. Всі ці люди бідні, голодні й трудяться в небезпечних умовах, гинуть на його очах, сплачуючи смертю за прикраси.
Прокинувшись, юний Король відмовляється одягти приготовану багату одіж і йде на коронацію в пастушому одязі. Навіть єпископ наполягає га тому, аби юний Король одяг золоті шати, навіть незважаючи на ціну в людське життя. Тоді юний Король йде молитися і там одержує підтримку — його проста одіж і ціпок розцвітають : «Через мозаїчні вікна засяяло сонце і освітило його з голови до ніг, і промені виткали йому мантію ще розкішнішу, ніж ту, яку пошили йому на втіху. Мертвий ціпок розквітнув, і незаймані лілеї були білішими за перли. Сухі шипи розквітли, і чисті троянди були червонішими за рубіни. Біліші за перли були лілеї, і стебла їхні виблискували сріблом. Червоніші за рубіни були троянди, і листя їхнє було з карбованого золота».
«Величніший за мене коронував тебе! — відповів йому на це єпископ».

## День народження Інфанти
У цій казці розповідається про любов та смерть Карлика, закоханого в принцесу — Інфанту. Взаємини двох 12-річних дітей розгортаються на тлі скорботи батька Інфанти, Короля. Його кохання і скорбота набувають хворобливого і неприємного відтінку, оскільки за його наказом забальзамоване тіло померлої королеви все ще перебуває у каплиці палацу, де він проводить багато часу, відгороджуючись від світу, королівства і власної доньки. На тлі цього зворушливе кохання Карлика, сина вугляра, взятого до палацу задля розваги, котрий закохався в дівчинку, здається світлим і чистим. Суть казки полягає у тому, що наївний Карлик і не підозрював про свою потворність, адже ніколи в житті не бачив дзеркал: він думав, що його танець сподобався Інфанті, і сміялася вона від захвату. Карлик мріє про їх прогулянки в лісі, про ігри і бесіди, про те, що він покаже і подарує їй у лісі. Він біжить до палацу, аби знайти її, і раптом натрапляє там на дзеркало. Тоді вся правда відкривається йому — він розуміє, наскільки він потворний і що всі діти, включно з Інфантою, просто насміхалися з нього. Карлика бере відчай, а Інфанта і її друзі, заставши його в цю мить, думають, що це нова потішна вистава. Карлик помирає з горя, а Інфанта велить: «На майбутнє подбайте, щоб у тих, хто прийде гратися зі мною, не було серця!»
День народження Інфанти стає днем, коли егоїзм, легковажність, розпещеність і обмеженість беруть гору над щирим і відданим коханням.

## Рибалка і його Душа
Молодий Рибалка закохується у Русалку, котра потрапила в його сіті. За домовленістю він відпускає її, натомість вона кожного вечера припливає до нього на перший же поклик і співає, сприяючи таким чином його улов. Слухаючи її співи, молодий Рибалка все більше закохується у Русалку. Він готовий одружитися з нею, однак вона просить його відмовитися від Душі. Рибалка намагається відмовитися від своєї Душі за допомогою священика, однак той відмовляє йому: «душа — найблагородніша частина людини, дарована нам Богом для шляхетної мети. Немає нічого ціннішого за людську душу, жодна земна річ не варта її. Вона дорожча за все золото світу, цінніша за всі коштовності царські». Тоді Рибалка намагається віддати її купцям, проте й вони не допомагають: «А нам яка користь із людської душі? Вона не варта і ламаного шеляга». На поміч йому приходить Відьма, яка допомагає позбутися Душі. Рибалка кинувся в море, де його зустріла Русалка, а його Душа пішла блукати по світу. Раз на рік вона приходить на берег моря, викликає Рибалку і оповідає про свої пригоди, намагаючись спокусити, аби він знову впустив її у себе. Однак ні багатства, ні мудрість не потрібні йому: «Кохання краще за Мудрість, а Русалонька кохає мене… Кохання краще за Багатство, а Русалонька мене кохає.» І тільки на третій рік їй вдається зацікавити його розповідями про танцівницю. Рибалка погоджується поєднатися з Душею на один день, щоб побачити як танцює дівчина, але виявляється, що Відьма не попередила його, що за все життя тільки один раз можна позбутися своєї душі і що Душа без нього стає злою. Повернувшись на берег, Рибалка побудував притулок біля води та щодня закликає Русалку, але вона більше ніколи не приходила. Так Рибалка і мучиться разом зі своєю Душею і в розлуці з коханою, поки смерть Русалки не приносить і йому смерті.

## Хлопчик-зірка
Контрастність цієї казки наближає її до романтичних творів, де потворність і краса легко перетворюються одне на одне і міняються місцями.
Двоє Лісорубів знаходять взимку у лісі покинуту дитину, загорнену в золотий плащ, — саме на тому місці, куди впала зірка. Один із них забирає хлопчика в свою сім'ю. Дитя-зірка росло й виховувалося вкупі з дітьми Лісоруба, їло і пило з ними за одним столом і гралося разом з ними. «З року в рік хлопчик гарнішав, а жителі села тільки дивувалися його красі, бо всі вони були смуглолиці й чорняві, а цей мав личко біле й ніжне, мов вирізьблене зі слонової кістки, і золоті кучері — як пелюстки нарциса, і губи — як пелюстки червоної троянди, і очі — як фіалки, що дивляться в чисту воду струмка. І він стрункий, немов квітка в полі, де не ступала нога косаря». Однак ця врода обернулася йому на шкоду, тому що виростав він гордий, себелюбний і жорстокий. Дітьми Лісоруба і всіма іншими сільськими дітьми він гордував, адже вони низького походження, а він — шляхетного роду, бо походить від Зірки.
Одного разу приходить до їхнього села бридка старчиха, яка виявляється його матір'ю. Проте Хлопчик-зірка тільки посміявся з неї і прогнав геть. Його одразу ж настигає покарання: він стає бридким і для того, щоб повернути колишню вроду, має відшукати свою матір і попросити пробачення.
Три роки блукав він світом, а покалічені ним тварини й пташки відмовляються йому допомогти. Якось він потрапляє до міста, де його продають у рабство злому дідугану. Той тричі посилає Хлопця-зірку на пошуки золотих монет, але хлопець не приносить їх, оскільки віддає їх прокаженому, якого кожного разу стрічає по дорозі. І коли втретє він віддав прокаженому золоту монету і пішов на вірну погибель, сталося диво — до нього повернулася колишня врода і всі в місті вітали його як нового правителя. Виявилося, що бридка старчиха і прокажений — його батьки, Король і Королева.
Хлопчик-зірка стає добрим і мудрим правителем. «Нікому не дозволяв він поводитися жорстоко з птахами й звірями, і вчив усіх любові, добра та милосердя. Голодним він роздавав хліб, а голим — одіж, і в його державі панували мир і достатки.»

## Сприйняття
І. Федоренко — рецензент «Літературно-наукового вісника» — відніс Вайлдові казки «до найкращого, що видала світова література для великого загалу». Дослідниця Л. В. Дереза вважає, що Вайлдові казки містять у собі синтез фантазії Андерсона та Флоберівської художньої майстерності. Вона також зазначає, що
|  | У казкових творах Уайльда поєдналася мудрість народів усіх поколінь, знайшла відображення глибока думка, закладена в Біблії: «Чини з людьми так, як ти хотів би, щоб вони чинили з тобою». |

Ігор Качуровський вважає, що Вайлдові казки слід відносити до групи казок для дорослих. Схожої думки дотримуються й інші дослідники, які стверджують, що Вайлд писав свої казки саме для дорослої аудиторії, а не для дітей.